# Мікрокомп'ютер
Мікрокомп'ю́тер — термін для позначення комп'ютерів котрі мають невеликі фізичні розміри, що вживався з кінця 70-х до кінця 80-х років XX століття і з початку 10-х років XXI століття. Вживався з кінця 70-х до кінця 80-х років XX століття поряд з «мікроЕОМ», вийшов з ужитку в 90-ті роки (витіснений терміном «персональний комп'ютер»), коли розмір таких комп'ютерів став вважатися звичайним. В XXI столітті термін знову увійшов до вживання у зв'язку з популярністю комп'ютерів, розміром із банківську картку і порівнянних по потужності зі старішими персональними комп'ютерами.

## 1970-ті — 1980-ті

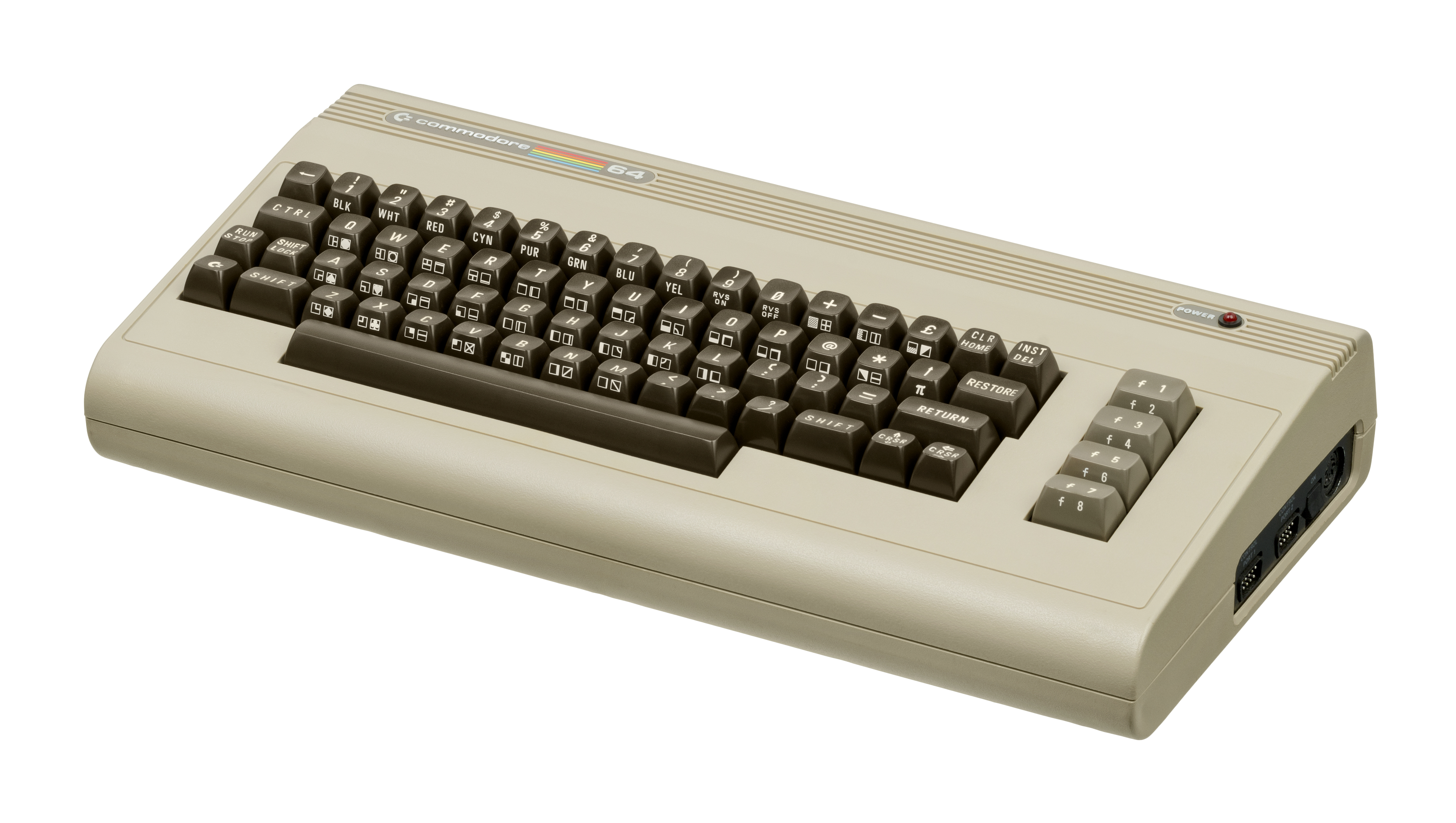
Commodore 64, популярний Мікрокомп'ю́тер у 1980-х.

Наприкінці 70-х — у 80-ті роки XX століття широкого поширення набули невеликі комп'ютери, засновані на мікропроцесорах. Типовий мінікомп'ю́тер тих часів займав невелику шафу і був заснований на логічних мікросхемах; мікрокомп'ютери, на відміну від них, були засновані на мікросхемах високого ступеня інтеграції. Використовувалися вони як персональний комп'ютер і як домашній комп'ютер.

### Особливості
Проста конструкція, невелика потужність процесора, невеликий обсяг пам'яті. Відповідні для квартири габарити, прийнятна для населення ціна. Відображення найпростішої графіки (на відміну від суперкомп'ютерів, яким графіка не була потрібна, і графічних робочих станцій, пристосованих під роботу зі складною графікою). Досить дружня для неспеціаліста ОС, як правило, одного користувача. Використання телевізорів і магнітофонів як периферії.

## 1990-ті — 2000-ні
Пізніше термін «мікрокомп'ютер», так само як і термін «домашній комп'ютер», був витіснений терміном «персональний комп'ютер», а пізніше і просто «комп'ютер».
Нині мікрокомп'ютерами часто називають вмонтовані системи (англ. Embedded system) управління (наприклад, в побутову техніку чи автомобілі).

### Особливості
- Мініатюрна конструкція, розрахована на установку в некомп'ютерні пристрої.
- Невисоке енергоспоживання, немає рухомих частин.
- Мінімальна ціна, обумовлена мінімально необхідною функціональністю.
- Робота в жорстких умовах (вологість, вібрація, пил, радіоперешкоди тощо).
- Спеціалізована ОС.
- Налаштування тільки в сервісному центрі, через персональний комп'ютер.
- Для підключення периферії застосовуються промислові шини зразок I²C.

## 2010-ті

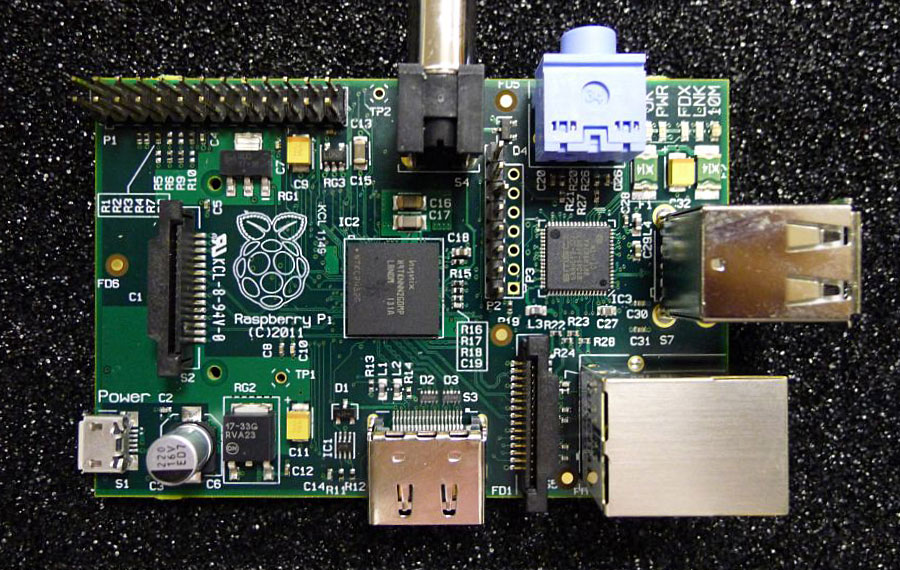
Raspberry Pi

Близько 2010 року з'явилися мініатюрні комп'ютери загального призначення зразок Raspberry Pi з малим енергоспоживанням і відкритої ОС. Як правило, вони засновані на архітектурі ARM, несумісної з IBM PC, за можливостями/продуктивності вони найближче до планшетів/смартфонам без екрана, але з HDMI-відеовиходом. Передбачуване призначення таких комп'ютерів — навчальні ПК, АРМи, медіацентри, домашні сервери, керуючі комп'ютери в різних хобі-проектах.

### Особливості
- Мініатюрна конструкція, розрахована на установку в спеціальній ніші, на стіні, під столом та ін.
- Низьке енергоспоживання, що дозволяє тримати комп'ютер постійно включеним або живити від невеликого акумулятора. Крім зменшеного енергоспоживання в порівнянні з x86, платформа ARM має набагато більш ефективні режими енергозбереження.
- Як наслідок — пасивне охолодження, немає рухомих частин (а значить, і шуму, ризику засмічення вентиляторів, можуть працювати в запилених приміщеннях).
- Низька ціна, порівняно з системним блоком ПК.
- Легковага[що це?] ОС (як правило, заснована на ядрі Linux).
- Стандартні роз'єми для комп'ютерної периферії: USB, Secure Digital, eSATA, Ethernet, HDMI (сумісний з DVI, також є можливість підключення до VGA через спеціальні перехідники).